# Я, суд присяжних
Я, суд присяжних (англ. I, the Jury) — американський трилер 1982 року.

## Сюжет
В одному з нью-йоркських готелів був убитий однорукий слідчий на ім'я Джек Вілльямс. На місце злочину прибуває приватний детектив Майк Хаммер і впізнає в убитому свого друга з яким разом воював під час в'єтнамської війни. Не сподіваючись на поліцію, Хаммер самостійно вирушає на пошуки вбивці. Але як тільки він наближається до розгадки, маніяк випереджає його і вислизає. У Хаммера виникають підозри, що вбивця отримує інформацію від поліції і вирішує сам вершити правосуддя.

## У ролях
| Актор               | Роль                    |
| ------------------- | ----------------------- |
| Арманд Ассанте      | Майк Хаммер             |
| Барбара Каррера     | доктор Шарлотта Беннетт |
| Лорен Лендон        | Вельда                  |
| Алан Кінг           | Чарльз Калецкі          |
| Джеффрі Льюїс       | Джо Батлер              |
| Пол Сорвіно         | детектив Пет Чемберс    |
| Джадсон Скотт       | Чарльз Кендрікс         |
| Баррі Снайдер       | Ромеро                  |
| Джулія Барр         | Норма Чайлдс            |
| Джессіка Джеймс     | Гільда Кендрікс         |
| Фредерік Даунс      | Джек Вільямс            |
| Мері Маргарет Амато | Мирна Вільямс           |
| Ф.Дж. О'Ніл         | Гудвін                  |
| Вільям Дж. Шилінг   | Лунді                   |
| Роберт Севра        | Бреслін                 |
| Дон Пайк            | Еванс                   |
| Тімоті Майерс       | Блейк                   |